# Спутњик
Спутњик  (рус. Спутник – „пратилац” или „сапутник”) је била серија првих руских вештачких сателита. Лансирано их је укупно 5.
Спутњик 1 је био први вештачки сателит избачен у орбиту 4. октобра 1957. године у част годишњице Октобарске револуције. Он је лансиран са космодрома који је припадао СССР-у Бајконур у садашњем Казахстану. У космос га је однела ракета R-7 коју је пројектовао Сергеј Корољов за балистичке ракете. Маса Спутњика 1 је била 83 kg. У њега су убачена била и 2 радио предајника. Кретао се по орбити удаљеној 250 километара од Земље. Његов старт је започео трку између СССР-а и САД.
После Спутњика 1 лансирана је серија сателита под тим називом:
- Спутњик 2 је лансиран 3. новембра 1957 и у космос је понео прво живо биће − пса Лајку.
- Спутњик 3 је лансиран 15. маја 1958.
- Спутњик 4 је лансиран 15. маја 1960.
- Спутњик 5 је лансиран 19. августа 1960, понео је два пса, 40 мишева, 2 пацова и биљке, а потом се вратио на Земљу.